# David Crane (producent)
David Crane (ur. 13 sierpnia 1957 w Filadelfii) – amerykański scenarzysta i producent telewizyjny, współtwórca sitcomu Przyjaciele.
Uczęszczał do Harriton High School w Rosemont w stanie Pensylwania oraz studiował na Brandeis University w Waltham, Massachusetts. W latach 1994–2004 stacja NBC emitowała serial telewizyjny Przyjaciele (oryg. Friends), którego pomysłodawcą byli Crane i jego wieloletnia przyjaciółka Marta Kauffman, i który przyniósł obydwojgu nagrodę Emmy w roku 2002, a wcześniej liczne nominacje do tego lauru. David jest znany ze swojej pracy przy projektach komediowych, takich jak Jej cały świat (ang. Jesse) czy Sekrety Weroniki (ang. Veronica's Closet).
Jest partnerem producenta i scenarzysty Jeffreya Klarika. Obaj są twórcami nominowanego do nagrody Emmy sitcomu Nasza klasa, emitowanego na antenie stacji CBS.